# Mapo-gu
Mapo-gu (Hangul: 마포구, Hanja: 麻浦區, Hán Việt: Ma Phố khu) là một quận (gu) của thủ đô Seoul, Hàn Quốc. Quận này có diện tích 23,87 km2, dân số 388.164 người, nằm ở phía bắc sông Han. Sân vận động World Cup Seoul nằm ở phía bắc. Các quận lân cận có Yongsan-gu, Jung-gu, Seodaemun-gu và Eunpyeong-gu. Vùng này còn được đến là nơi hội tụ của những công ty K-pop bao gồm CJ E&M, YG Entertainment, Woollim Entertainment, IST Entertainment và Star Empire Entertainment.

## Giáo dục
Tại quận này có các trường đại học Đại học Sogang và Đại học Hongik.

## Các đơn vị hành chính
Mapo-gu được chia ra 24 dong:
- Gongdeok-dong (공덕동; 孔德洞 Khổng Đức động)
- Ahyeon-dong (아현동; 阿峴洞 A Hiện động)
- Dohwa-dong (도화동; 桃花洞 Đào Hoa động)
- Daeheung-dong (대흥동; 大興洞 Đại Hưng động)
- Yonggang-dong (용강동; 龍江洞 Long Giang động)
- Hapjeong-dong (합정동; 合井洞 Hợp Tỉnh động)
- Seogyo-dong (서교동; 西橋洞 Tây Kiều động)
- Seogang-dong (서강동; 西江洞 Tây Giang động)
- Sinsu-dong (신수동; 新水洞 Tân Thủ động)
- Yeomni-dong (염리동; 鹽里洞 Diêm Lý động)
- Yeonnam-dong (연남동; 延南洞 Diên Nam động)
- Mangwon-1-dong (망원1동; 望遠1洞 Vọng Viễn 1 động)
- Mangwon-2-dong (망원2동; 望遠2洞 Vọng Viễn 2 động)
- Seongsan-1-dong (성산1동; 城山1洞 Thành Sơn 1 động)
- Seongsan-2-dong (성산2동; 城山2洞 Thành Sơn 2 động)
- Sangam-dong (상암동; 上岩洞 Thượng Nham động)

## Thành phố kết nghĩa
- Yecheon, Gyeongsangbuk-do, Hàn Quốc
- Sinan, Jeollanam-do, Hàn Quốc
- Cheongyang, Chungcheongnam-do, Hàn Quốc
- Katsushika, Tokyo, Nhật Bản
- Thạch Cảnh Sơn, Bắc Kinh, Trung Quốc

## Liên kết
Tư liệu liên quan tới Mapo-gu, Seoul tại Wikimedia Commons
- Trang chính phủ Mapo-gu Lưu trữ ngày 22 tháng 9 năm 2004 tại Wayback Machine
- Bản đồ Mapo-gu Lưu trữ ngày 23 tháng 9 năm 2005 tại Wayback Machine